# Робіг

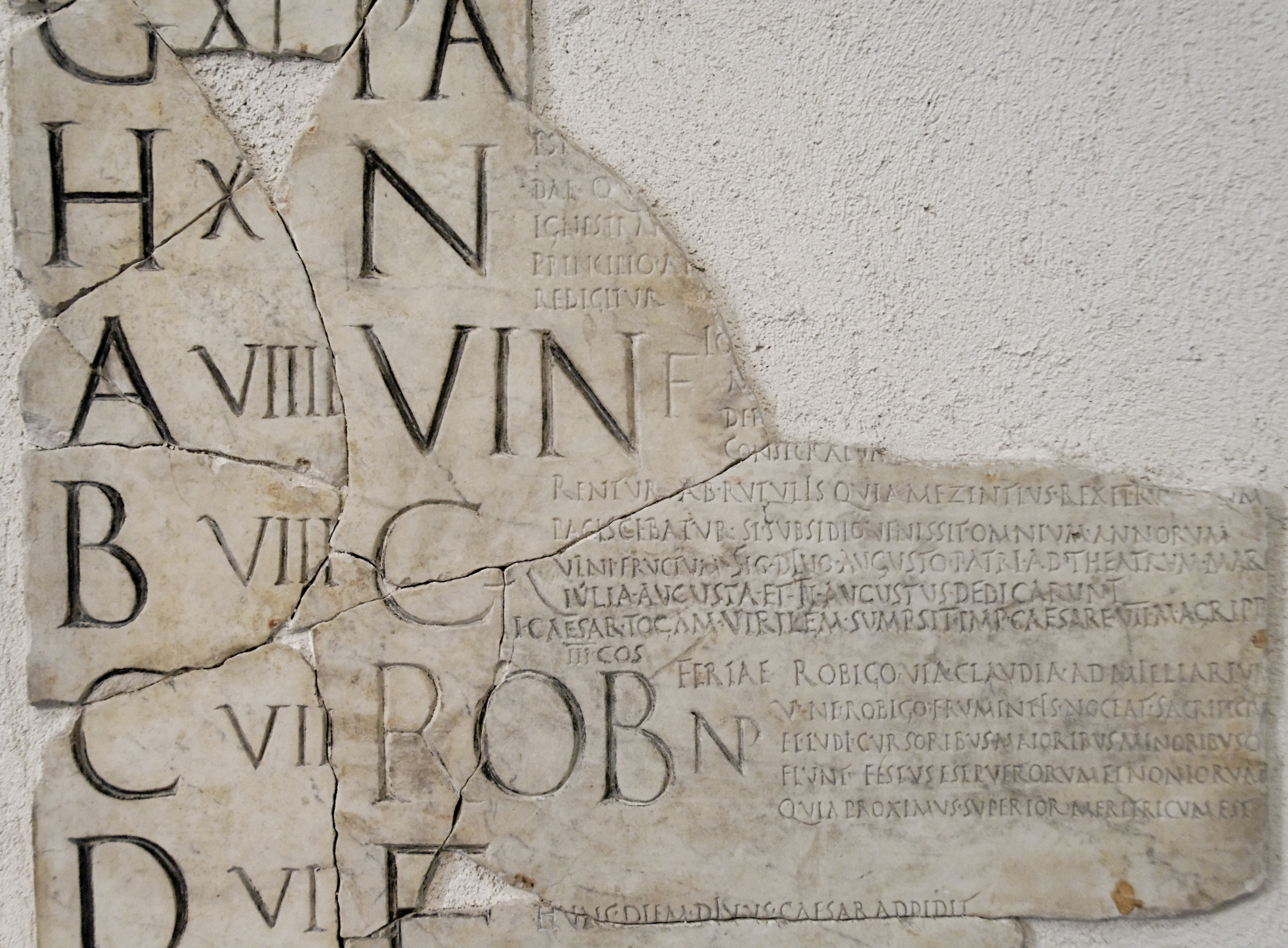
Фрагмент календаря Веррія Флакка, де ROB означає робігалії, святкування на честь Робіго

Робі́г, Робі́го (лат. Robigo, Robigus — сажка) — римське божество, яке оберігало хлібні злаки від хвороб (зокрема сажки) або надсилало їх.
Давньоримські автори, які переповідають історії про це божество, не досягли згоди, чи це була богиня (лат. Robigo), чи то бог (лат. Robigus). Як богиню Робіго представляють Овідій та Колумелла, натомість як чоловіче божество Робіга згадують Марк Теренцій Варрон, Веррій Флакк, Секст Помпей Фест, Мавр Сервій Гонорат та Авл Геллій. Натомість саме слово «сажка» в латинській мові жіночого роду, тому є ймовірність, що саме богиня є персоніфікацією захворювання рослин.
Овідій наводить молитву до богині, де її називають «жорстокою».
В квітні проводилося свято Робігалії; в жертву Робіго приносили ладан, вівцю або рудого собаку — з проханням захистити колосся.